# Biljana Plavšić
Biljana Plavšić (cyr. Биљана Плавшић, ur. 7 lipca 1930 w Tuzli) – prezydent Republiki Serbskiej w latach 1996–1998.
Ukończyła studia biologiczne, w 1956 uzyskała w tej dziedzinie tytuł profesora Uniwersytetu w Sarajewie. Specjalizowała się w botanice, z tej dziedziny obroniła doktorat. Pełniła funkcję dziekana wydziału przyrodniczo-matematycznego Uniwersytetu w Sarajewie. Opublikowała ponad 100 prac w swojej dziedzinie. Tytuł profesorski straciła w 2009 na mocy decyzji Senatu uniwersytetu.
W politykę zaangażowała się po rozpadzie Jugosławii. Wstąpiła wówczas do Demokratycznej Partii Serbii. Od listopada 1990 do kwietnia 1992 zasiadała w Prezydium Republiki Serbskiej, następnie pełniła funkcję jej wiceprezydenta i należała do naczelnego dowództwa sił zbrojnych Republiki Serbskiej. Reprezentowała w tym okresie skrajnie nacjonalistyczne poglądy. Publicznie twierdziła, iż Bośniacy są „genetycznie zdeformowanymi Serbami”, fotografowała się z przywódcą paramilitarnej serbskiej bojówki „Tygrysy” Željko Ražnatoviciem ps. Arkan. W swoich zeznaniach w Międzynarodowym Trybunale Sprawiedliwości Vojislav Šešelj twierdził, iż Radovan Karadžić popierał kandydaturę Plavšić na prezydenta Republiki Bośni, gdyż w swoich poglądach nacjonalistycznych była jeszcze bardziej radykalna, niż on sam. W odróżnieniu jednak od innych nacjonalistycznych polityków serbskich działających w Bośni poparła układ w Dayton.
W 1996 została wybrana prezydentem Republiki Serbskiej, zmieniając polityczną postawę i deklarując od tej pory bardziej umiarkowane poglądy. Zyskało jej to poparcie krajów Europy Zachodniej, lecz przyczyniło się do porażki wyborczej w 1998. Z polityki wycofała się ostatecznie ok. 2000.
W styczniu 2001 roku oddała się dobrowolnie do dyspozycji trybunału w Hadze, który oskarżył ją o zbrodnie przeciwko ludzkości: prześladowania ze względów politycznych, rasowych lub religijnych popełnione na bośniackich muzułmanach oraz Chorwatach w 37 miejscach, poparcie i współudział w kampanii rozdzielenia etnicznego poprzez sprowadzanie z Serbii oddziałów paramilitarnych. Pierwszego dnia procesu, 11 stycznia 2001, nie przyznawała się do winy. Ostatecznie 2 października 2002 zadeklarowała, iż brała udział w prześladowaniu bośniackich muzułmanów. Została skazana na 11 lat pozbawienia wolności, karę odbywała w Szwecji. Po sześciu latach została przedterminowo zwolniona za dobre sprawowanie. Udała się wówczas do Belgradu.
W czasie pobytu w więzieniu Plavšić napisała książkę poświęconą wojnie w Bośni, w której wezwała Radovana Karadžicia i gen. Ratko Mladicia do dobrowolnego poddania się karze ze strony Międzynarodowego Trybunału. Oceniła również tego pierwszego jako „tchórza”, zaś drugiego jako „wielkiego człowieka”, wzywając Mladicia do obrony Serbów i swoich żołnierzy przed trybunałem. Przed uwolnieniem stwierdziła również, że jej przyznanie się do winy było krokiem taktycznym i że nie czuje się winna zarzucanych jej zbrodni.